# Elecciones municipales de 2019 en San Fernando
Las elecciones municipales de 2019 se celebraron en San Fernando el domingo 26 de mayo, de acuerdo con el Real Decreto de convocatoria de elecciones locales en España dispuesto el 1 de abril de 2019 y publicado en el Boletín Oficial del Estado el 2 de abril. Se eligieron los 25 concejales del pleno del Ayuntamiento de San Fernando, a través de un sistema proporcional (método d'Hondt), con listas cerradas y un umbral electoral del 5 %.

## Resultados
Tras las elecciones, el PSOE se proclamó ganador con 11 escaños, tres más que en la anterior legislatura, el PP consiguió 5 escaños, dos menos que en la anterior legislatura; Ciudadanos obtuvo 2 representantes, uno menos que en la legislatura pasa, Andalucía por Sí entró al consistorio por primera vez con tres escaños y Vox, Unidas Podemos irrumpieron por primera vez en el consistorio con dos escaños cada uno.
| Candidatura                  | Candidatura                              | Candidato                           | Votos  | %                                       | Escaños                                 |
| ---------------------------- | ---------------------------------------- | ----------------------------------- | ------ | --------------------------------------- | --------------------------------------- |
|                              | Partido Socialista Obrero Español (PSOE) | Patricia Cavada Montañés            | 15471  | 39,2                                    | 11                                      |
|                              | Partido Popular (PP)                     | José Loaiza                         | 7093   | 17,97                                   | 5                                       |
|                              | Andalucía por Sí (AxSí)                  | Francisco José Romero Herrero       | 4348   | 11,02                                   | 3                                       |
|                              | Ciudadanos-Partido de la Ciudadanía (Cs) | María Regla Moreno Gómez            | 3926   | 9,95                                    | 2                                       |
|                              | Vox                                      | Carlos José García-Raéz Zambrano    | 3397   | 8,61                                    | 2                                       |
|                              | Unidas Podemos (UP)                      | Ernesto Manuel Díaz Macías          | 2776   | 7,03                                    | 2                                       |
| Izquierda Unida              | Izquierda Unida                          | Gonzalo Alías Gurria                | 1348   | 3,42                                    | 0                                       |
| Somos San Fernando           | Somos San Fernando                       | Inmaculada Concepción López Barrera | 748    | 1,90                                    | 0                                       |
| Falange Española de las JONS | Falange Española de las JONS             | Raúl Jordán Gutiérrez               | 39     | 0,10                                    | 0                                       |
| Votos en blanco              | Votos en blanco                          | Votos en blanco                     | 324    | 0,82                                    | n/a                                     |
| Votos válidos                | Votos válidos                            | Votos válidos                       | 39.146 | 100,00                                  | 27                                      |
| Votos nulos                  | Votos nulos                              | Votos nulos                         | 213    | Participación: · \| \| 51,95 % \| 0,53% | Participación: · \| \| 51,95 % \| 0,53% |
| Votantes                     | Votantes                                 | Votantes                            | 39.683 | Participación: · \| \| 51,95 % \| 0,53% | Participación: · \| \| 51,95 % \| 0,53% |
| Electores                    | Electores                                | Electores                           | 76.383 | Participación: · \| \| 51,95 % \| 0,53% | Participación: · \| \| 51,95 % \| 0,53% |
|                              | 51,95 %                                  |                                     |        |                                         |                                         |

## Concejales electos
| N.º | Nombre                         | Lista | Lista |
| --- | ------------------------------ | ----- | ----- |
| 1   | Patricia Cavada Montañés       |       | PSOE  |
| 2   | Conrado Rodríguez Ruiz         |       | PSOE  |
| 3   | José Loaiza García             |       | PP    |
| 4   | Claudia Márquez Ramírez        |       | PSOE  |
| 5   | Francisco José Romero Herrero  |       | AxSi  |
| 6   | María Regla Moreno Gómez       |       | Cs    |
| 7   | Antonio Rojas Jiménez          |       | PSOE  |
| 8   | María José de Alba Castiñeiras |       | PP    |
| 9   | Francisco Zambrano García-Raez |       | Vox   |
| 10  | María José Foncubierta Delgado |       | PSOE  |
| 11  | Ernesto Díaz Macías            |       | UP    |
| 12  | Jaime Armario Limón            |       | PSOE  |
| 13  | María del Carmen Roa Suárez    |       | PP    |
| 14  | Ignacio Bermejo Martínez       |       | PSOE  |
| 15  | Mayte Lebrero Romero           |       | AxSí  |
| 16  | Francisco José Posada Castillo |       | Cs    |
| 17  | Mar Suárez Manzanero           |       | PSOE  |
| 18  | Inmaculada Martín Aparicio     |       | PP    |
| 19  | Virginia Barrera Odriozola     |       | PSOE  |
| 20  | Francisco Paredes Jiménez      |       | Vox   |
| 21  | Javier Navarro Ojeda           |       | PSOE  |
| 22  | Manuel Picarlo Fontao          |       | AxSí  |
| 23  | Malu del Río Caro              |       | PP    |
| 24  | Carmen Toledo Loaiza           |       | PSOE  |
| 25  | Ana Rojas Bommatty             |       | UP    |